# Ectobius delicatulus
Ectobius delicatulus är en kackerlacksart som beskrevs av Bei-Bienko 1950. Ectobius delicatulus ingår i släktet Ectobius och familjen småkackerlackor. Inga underarter finns listade i Catalogue of Life.